# Либерти-билдинг
Либерти-билдинг (исп. Edificio Libertad) — здание государственной больницы. С 1985 по 2006 годы здание являлось одним из двух зданий-резиденций президента Уругвая (второе — дворец Эстевес).

## История
Либерти-билдинг было построено в 1970-х годах в период правления военных для Министерства обороны, но в 1985 году президент Хулио Мария Сангинетти решил перенести офис президента в это здание. Площадь вокруг здания была превращена в парк с постоянной экспозицией современных скульптур, открывшийся в 1996 году.
В 2006 году президент Табаре Васкес заявил, что он перенесет резиденцию президента в Исполнительную башню и превратит Либерти-билдинг в больницу. В настоящее время в здании находится пункт по оказанию услуг первой помощи Министерства здравоохранения Уругвая.